# Сатклифф, Шейн
Шейн Сатклифф (англ. Shane Sutcliffe; род. 17 июня 1975, Реджайна, провинция Саскачеван, Канада) — канадский боксёр-профессионал, выступающий в супертяжелой (Heavyweight) весовой категории. Чемпион Канады в тяжелом весе (1998—1999).